# Кавелин, Александр Александрович
Александр Александрович Кавелин (1793, Москва — 1850, Гатчина) — русский генерал, директор Пажеского корпуса, в 1842-46 гг. Санкт-петербургский военный губернатор, штатный воспитатель цесаревича Александра Николаевича.

## Биография
Происходил из русского дворянского рода Кавелиных. Родился в 1793 году, по разным данным 9 июня или 1 июля. Его отец, тульский помещик «самого умеренного состояния», служил в Московской казённой палате. Оставшись в детстве сиротой, сын воспитывался родственниками.
В возрасте 10 лет был зачислен в Пажеский корпус, в 1808 году произведён в камер-пажи, а в 1810 году — выпущен подпоручиком в лейб-гвардии Измайловский полк.
Участвовал в война 1812 года. Во время сражения при Бородино был ранен картечью в левую ногу с повреждением кости, а также пулей в правую руку. За отличие при Бородино 26 августа 1812 года был произведён в поручики и награждён золотой шпагой «За храбрость», что приравнивалось к получению ордена.
Долго лечился и затем состоял в резервной армии, находившейся Царстве Польском. С 1818 года, в чине капитана — адъютант великого князя Николая Павловича; в 1819 году — произведён в полковники.
Участвовал в подавлении восстания декабристов в Петербурге14 декабря 1825 года и в этот же день за отличие был пожалован во флигель-адъютанты. С 6 декабря 1827 года зачислен в Свиту Его императорского величества в звании генерал-майора.
В кампании против турок (1828) участвовал в сражении под крепостью Шумла (Шумен) и в осаде Варны, после взятия которой (8 октября 1828) возвратился с Его императорским величеством в Россию.
20 мая 1830 года был назначен директором Пажеского корпуса и 19 апреля 1831 года пожалован в генерал-адъютанты; с 6 декабря 1833 — генерал-лейтенант.
5 мая 1834 был назначен «стоять» при наследнике престола — будущем императоре Александре II. В 1837 сопровождал наследника в путешествии по России; в 1838—1839 — в путешествии по Пруссии, Швеции, Дании, Германии, Австрии, Италии, Голландии и Англии; в 1839 (c 12 августа по 26 октября) — на манёвры в Бородино и западной губернии; в 1840 — в путешествии по Пруссии и Саксонии.
Во время путешествия по Европе в 1838 году именно А.А. Кавелин не без труда уговорил цесаревича остановиться в Дармштадте. По свидетельству историка С.С. Татищева,

"тотчас по приезде посетил его великий герцог и пригласил ехать в театр, а оттуда на вечер в замок"

Об этом же писала и А.Ф. Тютчева:

"Наследник совершенно случайно остановился в Дармштадте на один день и вечером поехал в театр. Он был так тронут скромной прелестью молодой принцессы, почти ребёнка, скрывавшейся в глубине ложи, что, вернувшись домой, объявил своему наставнику Жуковскому, Кавелину и графу Орлову, сопровождавшим его, что он нашёл жену, которая ему нужна, и что дальше он никуда не поедет".

Так, благодаря случаю и Кавелину, состоялась судьбоносная, но нечаянная встреча Александра с Марией Гессенской, будущей императрицей Марией Александровной.
16 апреля 1841 назначен сенатором, а 2 декабря 1842 года — петербургским военным генерал-губернатором, 8 декабря — членом Государственного совета. С 3 октября 1843 года — генерал от инфантерии. С 1842 по 1847 год был членом Попечительского совета заведений общественного призрения в Санкт-Петербурге. В 1846 был назначен членом Комитета для рассмотрения степени опасности от хранения в Петербургском корпусе огнестрельных припасов.
Во время его нахождения на посту военного генерал-губернатора Санкт-Петербурга:
- 13 февраля 1846 было утверждено новое «Положение об общественном управлении Санкт-Петербурга».
- Заложено здание Николаевского вокзала.
- Начато сооружение первого постоянного разводного моста через Неву.
- Проложен Конногвардейский бульвар.
- Начато возведение здания Казанской пожарной части.
- Заложен Александровский парк.
- Открыта телеграфная линия Петербург — Царское Село.
- Основано Русское Географическое общество.

7 апреля 1846 подал прошение об увольнении с должности генерал-губернатора вследствие расстройства здоровья (с сохранением содержания); с 20 мая 1846 по 22 июля 1847 находился на лечении в заграничном отпуске.
7 февраля 1850 года был назначен членом Совета о военно-учебных заведениях. С 1836 года — почётный член Российской Академии.
К концу жизни всё отчётливее стали проявляться признаки психического заболевания: Кавелин бил жену, обливал на холоде больных детей, кидался с ножом на их учителя. По монаршему указанию Кавелина теперь всюду сопровождали жандармский офицер и четыре переодетых агента. Лечение в германском заведении для умалишённых имело результатом лишь временное улучшение.
Умер в Гатчине 4 (16) ноября 1850 года, похоронен на кладбище Троице-Сергиевой Приморской пустыни. Последний долг усопшему отдали Николай I и великие князья. Его воспитанник цесаревич находился в то время на Кавказе. В дальнейшем, уже став императором, он покровительствовал детям Кавелина.

## Награды
- орден Святой Анны 3-й степени (22.08.1826)
- орден Святой Анны 1-й степени (26.06.1830)
- орден Святого Георгия IV класса (1833; за выслугу лет)
- орден Белого орла (1835)
- орден Святого Александра Невского (01.07.1837),
- Орден Святого Владимира 1-й степени (07.04.1846)

иностранные
- прусский орден Святого Иоанна Иерусалимского (15.08.1821),
- прусский Орден Красного орла 1 степени (15.11.1834)

## Семья
Жена (с 18 января 1828 года) —  Мария Павловна Чихачева (30.05.1808—26.08.1891), фрейлина императрицы Марии Федоровны, дочь Павла Федоровича Чихачева и племянница генерала Матвея Чихачева. Венчались в Петербурге в Придворном соборе в Зимнем дворце. За заслуги мужа 1 июля 1837 года была пожалована в кавалерственные дамы Ордена Святой Екатерины (малого креста). Умерла от восполнения легких, похоронена в Сергиевой пустыни в Голицынской церкви. В браке имела десятерых детей:
- Мария (30.12.1828—1895), жена В. Д. Соломирского;
- Александр (1832—1906), генерал-лейтенант,  таврический (1873—1881) и смоленский (1881—1886) губернатор; женат (с 8 ноября 1870 года)[10] на Ольге Константиновне Огарёвой (1850— ?), дочери К. И. Огарёва.
- Павел (1834—1905), камергер, действительный статский советник;
- Иван (30.05.1835—1893), крестник великого князя Александра Николаевича и великой княжны Марии Николаевны, полковник;
- Михаил (02.04.1837—1914), крестник Александра II и Ю. Ф. Барановой.
- Пётр (23.12.1838, Флоренция—?), крестник Александра II.
- Александра (24.06.1841—1918), крестница императрицы Александры Фёдоровны и Александра II, фрейлина
- Екатерина (23.12.1843[11]—01.04.1914[12]), крещена 23 января 1844 года в Исаакиевском соборе при восприемстве великого князя Александра Николаевича и великой княжны Александры Александровны; фрейлина двора, умерла от рака желудка, похоронена в Сергиевской пустыни.
- Николай (21.12.1844—05.12.1910[13]), крестник Николая I и великой княжны Ольги Николаевны, генерал-майор; умер от крупозного воспаления легких, похоронен в Сергиевой пустыни.
- Юлия (21.12.1844—05.06.1896), близнец с братом, крестница императрицы Александры Фёдоровны и Александра II, фрейлина, умерла от рожи.

## Интересные факты
- На похоронах самого Александра II в 1881 году на крышке гроба несли саблю, когда-то подаренную ему наставником. Когда же вскрыли императорское завещание, оказалось, что эта сабля завещана старшему сыну Кавелина — Александру[7].